# أليكس ديسروشس
أليكس ديسروشس (بالإنجليزية: Alex DesRoches)‏ مواليد 16 يونيو 1988 في دييب، نيو برونزويك، هو لاعب كرة سلة كندي. بدأ مسيرته الاحترافية في سنة 2012. يلعب مع آيلاند ستورم في دوري كندا الوطني لكرة السلة. يحمل الرقم 1. يبلغ طوله 6 قدم 4 بوصة (1.9 م). لعب كرة السلة الجامعية في جامعة نيو برونزويك.

## روابط خارجية
- أليكس ديسروشس على موقع ريلجم (الإنجليزية)
- أليكس ديسروشس على موقع بروبوليرز (الإنجليزية)